# Yako
Yako is een stad en departement in Burkina Faso en is de hoofdplaats van de provincie Passoré.
Yako telde in 2006 bij de volkstelling 21.338 inwoners. Het departement Yako had toen 80.926 inwoners en in 2019 waren dat er naar schatting 117.000.
Yako ligt aan de autowegen N2 en N13.
Er is een provinciaal lyceum in de stad en ook de scholengroep Sainte-Geneviève.

## Geboren
- Jean-Baptiste Kiéthéga (1947), archeoloog en geschiedkundige
- Thomas Sankara  (1949-1987), president van Burkina Faso van 1983 tot 1987